# John Bernström

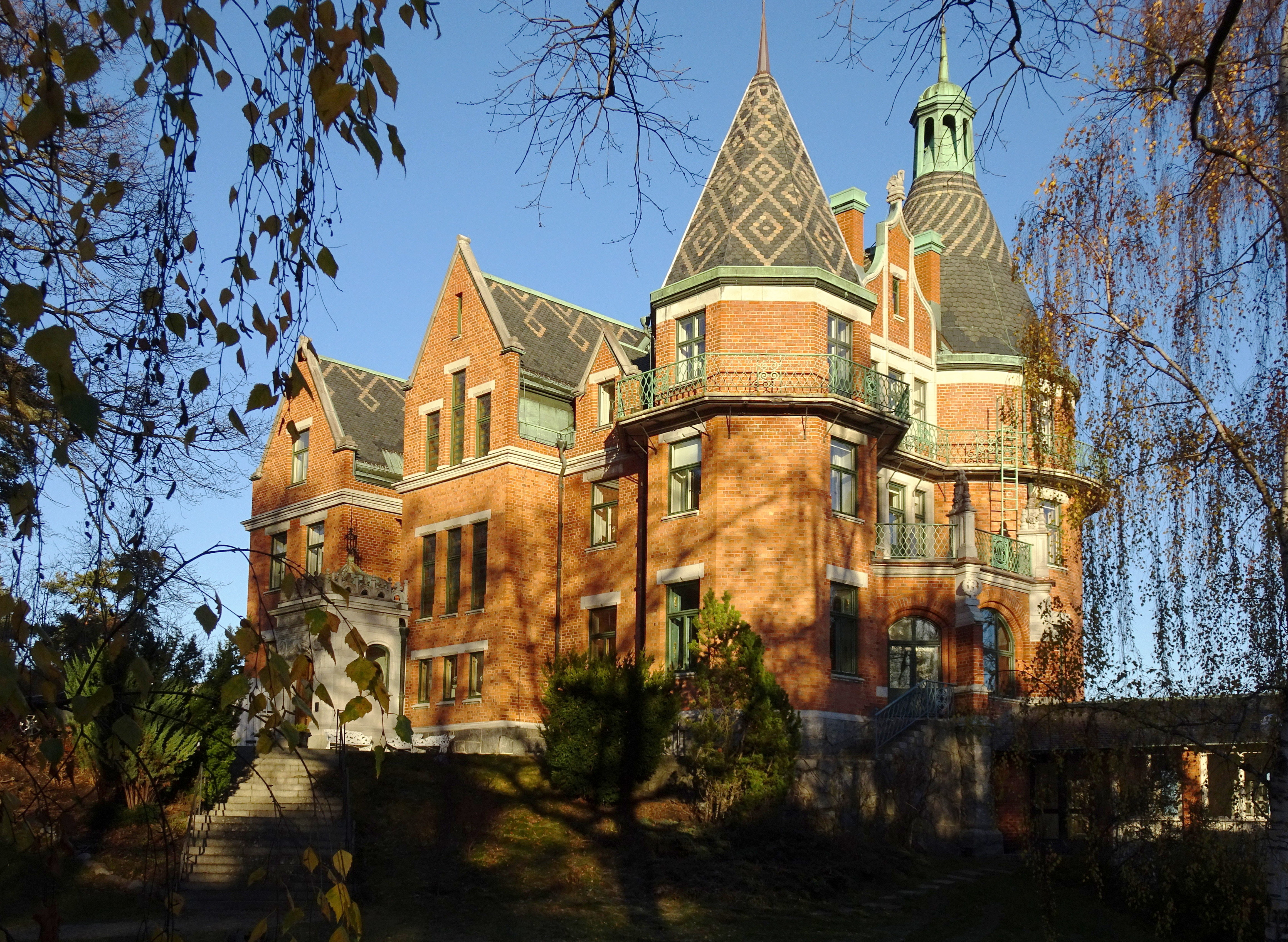
Villa Skärtofta i Saltsjöbaden, uppförd 1897 för John Bernström, numera del av Vår Gård.

Johan (John) Peter Fredrik Bernström, född 26 januari 1848 i Helsingborg, död 10 oktober 1925 i Engelbrekts församling, Stockholm, var en svensk industriman och politiker.

## Biografi
John Bernström var son till tunnbindarmästaren och kvarnägaren Peter Fredrik Bernström och hans danskfödda hustru Hanne Andersen. Efter läroverksstudier i Helsingborg och Kristianstad blev han 1867 antagen vid Karlbergs officersskola men tog istället anställning vid en mekanisk verkstad. 1870–73 arbetade han i England, bland annat som inspektör för skeppsbyggerier i Newcastle upon Tyne, där han fick god inblick i driften av mekaniska verkstäder. Åren 1873–76 var han ingenjör och kontorschef hos firman Graham Brothers i Stockholm. År 1876 grundade han en maskinagentur, som han innehade fram till 1887. Han inträdde då som VD för AB Separator, en befattning som han, med ett kort avbrott som dess styrelseordförande, innehade till 1915. Under 1890-talet vände han en osäker situation till en världsledande ställning för företaget inom området maskinutrustning för lantbruket. Han invaldes 1898 i Lantbruksakademin. Han var ledamot av första kammaren 1905–08, invald i Stockholms läns valkrets, och satt från 1906 i bevillningsutskottet.
Som arbetsgivare var John Bernström patriarkalisk och auktoritär, färgad av en stark religiositet och fientlig till socialistiska fackföreningar. Han kom under sin tid på Separator i flera svåra konflikter med arbetarna. Den första var en följd av den politiska rösträttstrejken 1902, då Bernström vägrade sina arbetare ledighet för de tre strejkdagarna. När de flesta ändå strejkade förklarades de avskedade och hänvisades till att söka sina arbeten på nytt. När de så småningom tvingades acceptera detta blev omkring 200 av dem, som av företaget sågs som agitatorer inte återanställda, utan ersattes med oorganiserade arbetare, strejkbrytare.
Bernströms motståndare var vid detta tillfälle Hjalmar Branting och det socialdemokratiska partiet som initierat strejken, trots motstånd från vissa av de arbetarfackliga organisationerna. Som en följd av konflikten tog Bernström samma år initiativ till att reorganisera och aktivera den 1896 grundade arbetsgivarorganisationen Sveriges verkstadsförening, vars ordförande han blev fram till 1910. Organisationen utkämpade två nationella lockouter 1903 och 1905. Mellan dessa konflikter deltog Bernström i omfattande förhandlingar med de fackliga organisationer, vilket modifierar bilden av hans fientlighet till facket. 1905 års konflikt mynnade efter statlig medling ut i det första nationella verkstadsavtalet, som skulle bli stilbildande på arbetsmarknaden under flera decennier. Det kan ses som en tidig förelöpare till Saltsjöbadsavtalet 1938, men utan den atmosfär av samförstånd som omgav den senare händelsen.
John Bernström är gravsatt i det familjemausoleum han lät uppföra på Norra begravningsplatsen.

## Utmärkelser
- Kommendör med stora korset av Vasaorden, 24 januari 1908.[5]
- Hedersledamot av Kungliga Lantbruksakademien, 1909.[6]